# Az Iran Air 655-ös járatának lelövése
Az Iran Air 655-ös járata Bandar Abbasból Dubajba indult 1988. július 3-án, de a USS Vincennes amerikai hadihajó tévesen iráni F–14-es harci repülőgépnek érzékelte, és a Perzsa-öböl felett légvédelmi rakétáival lelőtte.

## Az áldozatok nemzetisége
| Ország                  | Utasok | Személyzet | Összes |
| ----------------------- | ------ | ---------- | ------ |
| Irán                    | 238    | 16         | 254    |
| Egyesült Arab Emírségek | 13     | 0          | 13     |
| India                   | 10     | 0          | 10     |
| Pakisztán               | 6      | 0          | 6      |
| Jugoszlávia             | 6      | 0          | 6      |
| Olaszország             | 1      | 0          | 1      |
| Total                   | 274    | 16         | 290    |

A National Geographic Channel Légikatasztrófák c. sorozata Hibás beazonosítás epizódja foglalkozik a katasztrófával.
Az Iran Air a 655-ös járatszámot a mai napig fenntartja a Teherán-Bandar Abbas-Dubaj útvonalon közlekedő járatának.